# لیو برگر

لیو برگر (انگلیسی: Leo Buerger؛ ‏ ‎/bɛrɡər/‎؛ ‏ تلفظ آلمانی: [/by:ɐ̯gəɐ̯/]؛ ‏ ۱۳ سپتامبر ۱۸۷۹–۶ اکتبر ۱۹۴۳) آسیب‌شناس، جراح و اورولوژیست یهودی‌تبار اتریشی-آمریکایی بود. بیماری برگر به نام او نامگذاری شده است. او عضو انجمن پزشکی آمریکا و انجمن فی بتا کاپا بود.
او در سن ۷ سالگی با خانواده‌اش به ایالات متحده آمریکا مهاجرت کرد و پس از تحصیلات اولیه، در کالج شهری نیویورک لیسانس گرفت. سپس رشته پزشکی را در کالج پزشکان و جراحان دانشگاه کلمبیا واقع در مرکز پزشکی دانشگاه کلمبیا گذراند و در سال ۱۹۰۱ مدرک دکترای پزشکی خود را اخذ کرد. وی مدتی در بیمارستان ماونت ساینای طبابت می‌کرد. در این‌جا بود که وی در سال ۱۹۰۸ نخستین توصیف دقیق دربارهٔ ترومبوآنژئیت انسدادی را ارائه کرد؛ یک بیماری عروقی که نخستین بار در سال ۱۸۷۹ توسط فلیکس فون وینیوارتر گزارش شده بود. در همان سال، او در ساخت سیستوسکوپ براون-برگر مشارکت نمود که نزدیک به ۶۰ سال، وسیله‌ای پر استفاده و مفید در حوزهٔ اورولوژی آمریکا باقی ماند. این وسیله تا زمان ظهور نورپردازی با فیبر نوری و سیستم‌های لنز مدرن در دهه ۱۹۷۰، یک سیستوسکوپ پیشرو در ایالات متحده باقی ماند. او همچنین در سال ۱۹۱۰ یک سیستوسکوپ جراحی و همچنین تعدادی دیگر ابزارهای اورولوژی ابداع کرد.
او همچنین در زمینه باکتری‌شناسی و از جمله کمک به تمایز استرپتوکوک و پنوموکوک مشارکت و فعالیت داشت.